# Martin Jensen (DJ)
 For alternative betydninger, se Martin Jensen. (Se også artikler, som begynder med Martin Jensen)
Martin Jensen (født 29. september 1991 i Sorring) er en dansk DJ og producer, der blev internationalt kendt med sin single "Solo Dance" i 2016. Han kom i 2019 på 45.-pladsen på listen "Top 100 DJs" af DJ Magazine.

## Karriere
Martin Jensen er udlært entreprenør og maskinmekaniker. Han arbejdede som sælger hos Sorring Maskinehandel, som faren Jørgen Jensen grundlagde i 1990.
Martin Jensen offentliggjorde sangen "Sí" (spansk for ja) i begyndelsen af marts 2015, der var gratis i første omgang. Sangen er bygget op omkring Cristiano Ronaldos jubel efter at have vundet FIFA Ballon d'Or i 2014 den 12. januar 2015. Forskellige medier omtalte et lille preview, som fik flere hundrede tusinde likes på Facebook inden for et par dage. Den 20. marts 2015 blev "Sí"  udgivet på iTunes og Spotify. Sangen nåede aldrig at komme på de danske hitlister, men den nåede en 55.-plads i midten af april 2015 i Sverige, hvor den senere blev certificeret Guld.
I juni 2015 udgav han singlen Night After Night (dansk: Nat efter nat), som blev præsenteret lige før udgivelsen af Sí på Spotify. Denne single opnåede dog ikke tilstrækkelig succes til at nå hitlisterne. 
Efter sine to første singler fik Jensen stor succes med sine tre følgende singler: "Miracles", som udkom sidst i 2015, samt "All I Wanna Do" og "Solo Dance", som udkom i 2016. 
Han har siden arbejdet med verdenskendte sangere som Ed Sheeran, Cardi B, Katy Perry, Jason Derulo og James Arthur.
2016 stemt ind som nr. 82 på DJ Magazines liste over de 100 bedste DJ's i verden.
Han blev i 2017 stemt ind som nr. 70 på DJ Magazines liste over de 100 bedste DJ's i verden.
Han blev i 2018 stemt ind som nr. 54 på DJ Magazines liste over de 100 bedste DJ's i verden.
Han blev i 2019 stemt ind som nr. 45 på DJ Magazines liste over de 100 bedste DJ's i verden.
I januar 2017 kom Martin Jensens single "Solo Dance" ind på en 25. plads på Spotifys top-50-liste over de mest populære sange på verdensplan.[kilde mangler] Singlen gav Martin Jensen et internationalt gennembrud med top-40-placeringer i over 15 lande. "Solo Dance" opnåede desuden en 7. plads på UK Singles Chart.
I april 2017 udgav Martin Jensen et officielt remix af Ed Sheerans "Galway Girl", der blev udgivet af Asylum Records.
I februar blev Martin Jensen med i dommerpanelet i X-Factor på TV2.
Martin Jensen har herefter taget en sæson mere som X-Factor dommer på TV2 i 2022
Martin Jensen lancerede hans nyeste koncept ME, MYSELF, ONLINE i april 2020, som en ny koncertplan i forbindelse med udbredelsen af Covid-19. Konceptet foregår som online streamning koncert hvoraf Martin Jensen har optrådt på lokationer såsom Telia Parken, Billund Lufthavn, Niels Juhl krigsskib, Skovtårnet, SS Hjejlen, Illum shopping center, Aalborg Kongress og Kulturcenter, Herning Bank Boxen samt Finolhu på Maldiverne. Showene har opnået omspændende medieopdækning, samt blevet dækket af medier såsom TV2, GAFFA m.m.  
Derudover har hans show i Aalborg som nåede et seertal på 1.5 millioner som gjorde ME MYSELF ONLINE til det største og mest sete online stream i 2021. Han lancerede i forbindelse med hans dette show, en live koncert til november under navnet ME, MYSELF, LIVE, som lover samme niveau af produktion, energi og ikke mindst god musik. 
ME, MYSELF, LIVE blev afholdt i Falkoner Salen i København og AKKC i Aalborg med et samlet tilskuer antal på omkring 7.000. 
Showet blev anmeldt af Berlingske, Politikken, Thomas Treo m.m.  

## Diskografi

### Singler
| "Sí"                                                         | 2015 | —  | —  | —  | —  | —  | —  | —  | 55 | —  | —  | - Sverige: Guld - Norge: Guld |
| "Night After Night"                                          | 2015 | —  | —  | —  | —  | —  | —  | —  | —  | —  | —  | |
| "Miracles"                                                   | 2015 | 26 | —  | —  | —  | —  | —  | —  | —  | —  | —  | - Danmark: Guld |
| "All I Wanna Do"                                             | 2016 | 11 | —  | —  | —  | —  | 49 | 10 | 24 | —  | —  | |
| "Solo Dance"                                                 | 2016 | 7  | 14 | 14 | 60 | 14 | 20 | 7  | 7  | 17 | 7  | - UK (Platinum) - France (Platinum) - Holland (Platinum) - Mexico (Gold) - Italy (Platinum) - Switzerland (Platinum) - Austria (Gold) - Ireland (3xPlatinum) - Brazil (Gold) - New Zealand (Platinum) - Canada (Platinum) - Norway (2xPlatinum) - Sweden (8xPlatinum) - Denmark (2xPlatinum) |
| "Middle of the Night" (with The Vamps)                       | 2017 | —  | —  | —  | —  | —  | —  | —  | —  | —  | 44 | |
| "Wait" (featuring Loote)                                     | 2017 | 32 | —  | —  | —  | —  | —  | —  | 45 | —  | —  | |
| "Pull Up"                                                    | 2018 | —  | —  | —  | —  | —  | —  | —  | —  | —  | —  | |
| "16 Steps" (with Olivia Holt)                                | 2018 | —  | —  | —  | —  | —  | —  | —  | —  | —  | —  | |
| "Rio"                                                        | 2018 | —  | —  | —  | —  | —  | —  | —  | —  | —  | —  | |
| "Djoba" (with Dolf)                                          | 2018 | —  | —  | —  | —  | —  | —  | —  | —  | —  | —  | |
| "Osaki"                                                      | 2018 | —  | —  | —  | —  | —  | —  | —  | —  | —  | —  | |
| "Valhalla" (with Faustix)                                    | 2018 | —  | —  | —  | —  | —  | —  | —  | —  | —  | —  | |
| "Rio"                                                        | 2018 | —  | —  | —  | —  | —  | —  | —  | —  | —  | —  | |
| "16 Steps" (with Olivia Holt and Yxng Bane)                  | 2018 | —  | —  | —  | —  | —  | —  | —  | —  | —  | —  | |
| "Somebody I'm Not" (featuring Bjørnskov)                     | 2018 | —  | —  | —  | —  | —  | —  | —  | —  | —  | —  | |
| "Nobody" (with James Arthur)                                 | 2019 | —  | —  | —  | —  | —  | —  | —  | 73 | 87 | 52 | - IFPI DEN: Gold - BPI: Silver |
| "Rubber Bands" (with Timmy Trumpet)                          | 2019 | —  | —  | —  | —  | —  | —  | —  | —  | —  | —  | |
| "Louder"                                                     | 2019 | —  | —  | —  | —  | —  | —  | —  | —  | —  | —  | |
| "I Could Get Used to This" (with Malte Ebert)                | 2019 | 36 | —  | —  | —  | —  | —  | —  | —  | —  | —  | |
| "Carry On" (with Molow)                                      | 2020 | —  | —  | —  | —  | —  | —  | —  | —  | —  | —  | |
| "I’m Just Feelin' (Du Du Du)" (with Imanbek)                 | 2020 | —  | —  | —  | —  | —  | —  | —  | 99 | —  | —  | |
| "Don't Cry for Me" (with Alok and Jason Derulo)              | 2020 | —  | —  | —  | —  | —  | —  | —  | 91 | 90 | —  | |
| "At Least I Had Fun" (with Rani)                             | 2020 | —  | —  | —  | —  | —  | —  | —  | —  | —  | —  | |
| "Running Back to You" (with Nico Santos and Alle Farben)     | 2020 | —  | —  | —  | —  | 80 | —  | —  | —  | —  | —  | |
| "2019" (with Georgia Ku)                                     | 2021 | —  | —  | —  | —  | —  | —  | —  | —  | —  | —  | |
| "—" denotes a single that did not chart or was not released. |      |    |    |    |    |    |    |    |    |    |    | |

### Remix
- 2016: Imani Williams featuring Sigala & Blonde – "Don't Need No Money" (Martin Jensen remix)
- 2016: Olly Murs – "Grow Up" (Martin Jensen remix)
- 2017: Ed Sheeran – "Galway Girl" (Martin Jensen remix)
- 2017: Katy Perry featuring Migos – "Bon Appétit" (Martin Jensen remix)
- 2017: Kato & Sigala featuring Hailee Steinfeld – "Show You Love" (Martin Jensen remix)
- 2018: Rita Ora, Bebe Rexha & Charli XCX – "Girls" (Martin Jensen remix)
- 2021: Stellar – "Ashes" (Martin Jensen remix)